# ARJ (logiciel)
Pour les articles homonymes, voir ARJ.
ARJ (acronyme de Archived by Robert K. Jung, son auteur) est un programme de compression de données, réalisé par Robert K. Jung et originellement sous DOS, dont l'utilisation n'est plus très répandue aujourd'hui. Ce programme était très populaire dans les années 1990, période où l'usage de la disquette était courant. Il permettait, contrairement à ses concurrents comme PKZIP, de compresser des fichiers tout en offrant la possibilité de créer plusieurs volumes (archives), afin de répartir la compression de données trop volumineuses sur plusieurs disquettes.
Les fichiers générés par cet utilitaire portent l'extension « .ARJ » ou bien « .Axx » lorsqu'il s'agit de volumes multiples (« .A01 », « .A02 », etc.).
ARJ permet également de créer des archives « auto-extractibles » (SFX = self-extracting archive). Dans ce cas, le fichier compressé comprend à la fois les données compressées et l'algorithme permettant de les décompresser. L'archive auto-extractible se présente sous la forme d'un fichier exécutable (« .exe ») qui, en étant lancé, décompressera les données sans qu'il soit nécessaire d'avoir installé ARJ.

## Versions actuelles
- Systèmes DOS et Windows 9x : ARJ 2.86 (27 janvier 2012, shareware[1]).
- Systèmes Windows NT : ARJ32 3.14 (14 février 2009, shareware[1]).
- Systèmes Debian : paquetage /stable/utils/arj 3.10.22-6 (22 juin 2008, logiciel libre open-source).